# Igreja de São Nicolau (Mesão Frio)

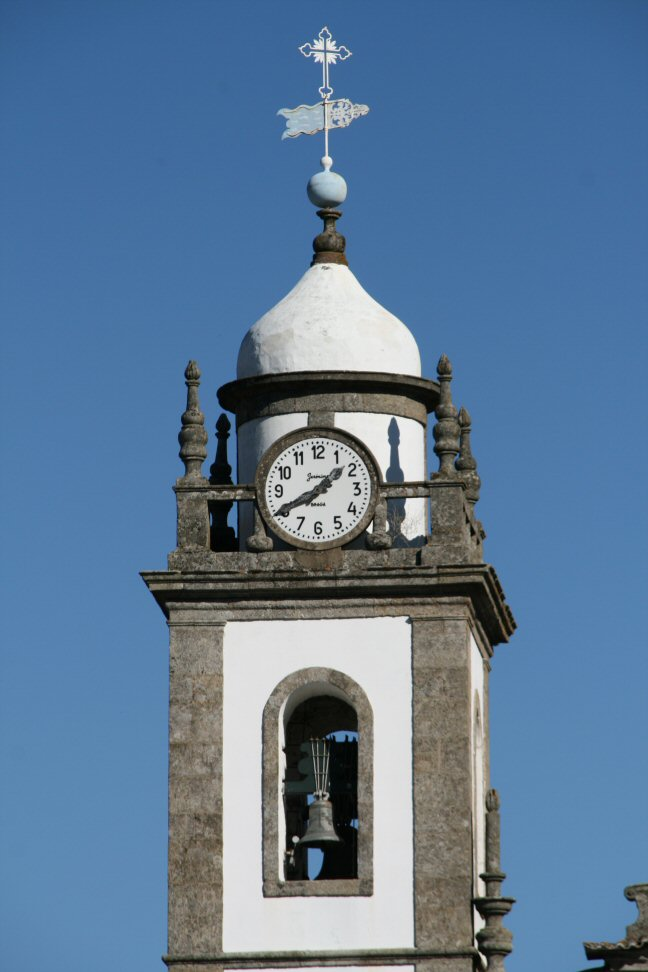
Igreja de São Nicolau, Mesão Frio: detalhe da torre.

A Igreja de São Nicolau localiza-se na freguesia de São Nicolau, concelho de Mesão Frio, distrito de Vila Real, em Portugal.

## História
Remonta a um primitivo templo, em estilo românico-gótico que, segundo a tradição local, foi mandado construir pela rainha D. Mafalda, esposa de D. Afonso Henriques.
Foi reconstruído no século XVI e profundamente remodelado em 1877.